# Psellocoptus prodontus
Psellocoptus prodontus là một loài nhện trong họ Corinnidae.
Loài này thuộc chi Psellocoptus. Psellocoptus prodontus được miêu tả năm 1971 bởi Reiskind.